# Городище (Тавдинський міський округ)
Городи́ще (рос. Городище) — село у складі Тавдинського міського округу Свердловської області.
Населення — 613 осіб (2010, 847 у 2002).
Національний склад населення станом на 2002 рік: росіяни — 97 %.